# Edirnekapı

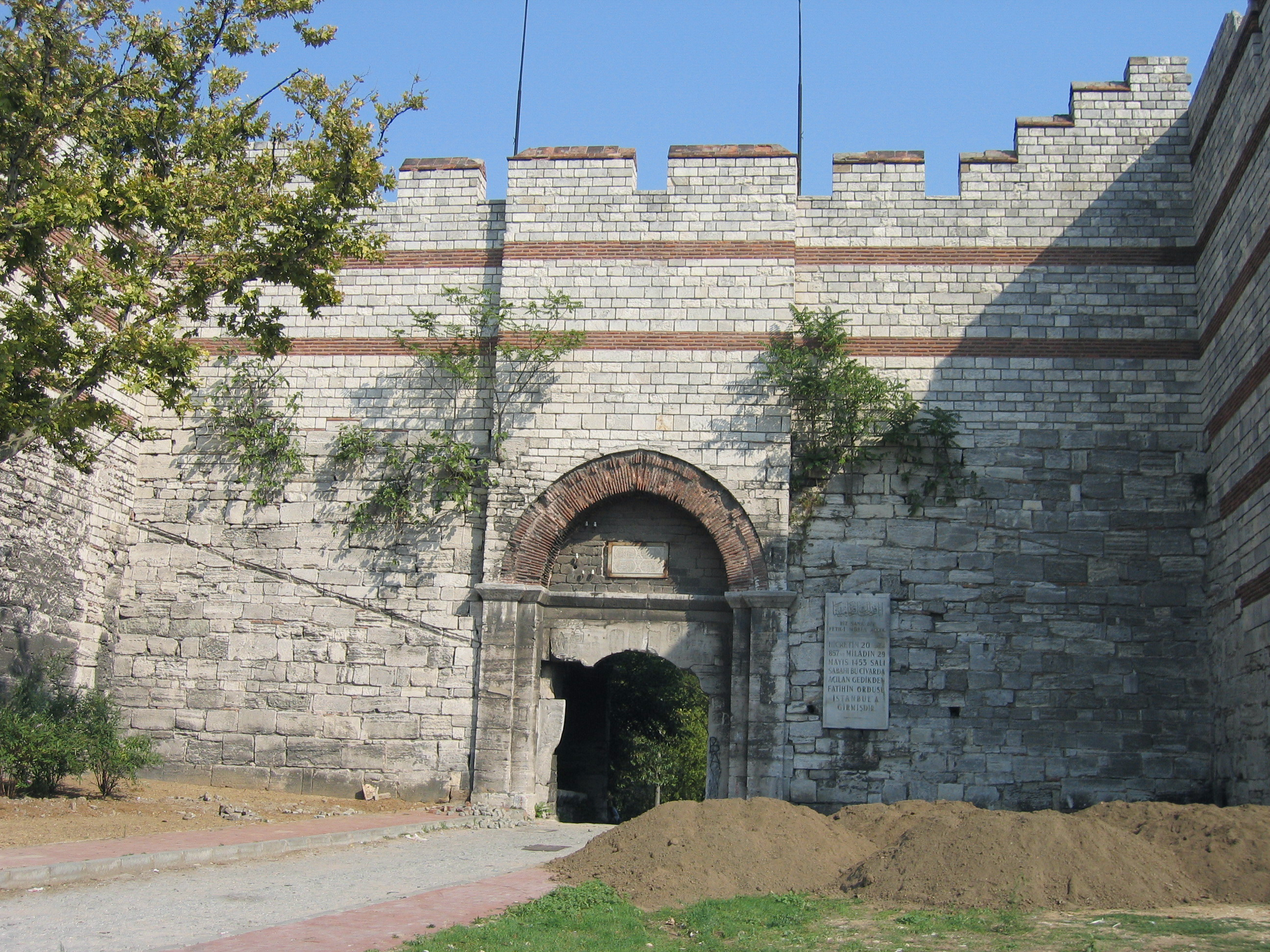
Edirnekapı

La Porta di Edirne (turco Edirnekapı), originariamente "Porta di San Romano" delle mura Teodosiane di Istanbul, si trova all'interno del distretto d'Istanbul chiamato Fatih. 
È una delle porte delle mura d'Istanbul edificata per volere della Mihrimah Sultan, figlia del Sultano ottomano Solimano il Magnifico, la cui moschea (la Moschea di Mihrimah), edificata negli immediati pressi, è opera del grande architetto Mimar Sinan.